# Страгов
Страгов (чеш. Strahov) — исторический квартал Праги, получивший название от расположенного на его территории одноимённого холма. Название встречается начиная с XI и XII веков, возможно образовано от чешского слова "strážit" (сторожить, охранять). На территории квартала находятся названные по его имени объекты:
- Страговский монастырь
- Страговский стадион
- Страговский туннель

## Этимология
- Название страхов имеет древнее происхождение, встречающееся еще в 11 и 12 веках. Это может быть производным от слова охранять чеш. strážit.

## Основной квартал
Основная жилая территория Страгова находится в кадастровой зоне Бржевнов в районе Прага 6, частный сектор находится на юге в районе Смихове в Праге 5, страговский сад, в том числе и верхняя станция фуникулера на Петржин, на севере Страговский монастырь и Страговский двор являются частью Градчан и района и городской части Праги 1.

## Характер района
Страгов - это в основном жилой район. Здесь расположено несколько посольств. Значительная часть района - монастырь, в котором находится памятник национальной письменности и картинная галерея. Еще одна достопримечательность - обсерватория Штефаника, расположенная на Петржине.

## Общежитие ЧВУТ
На вершине холма Петржина, где находится примерно центр всего района, находятся общежитии Strahov ČVUT, где работает клуб Silicon Hill.